# Sammy Baird
Samuel „Sammy“ Baird (* 13. Mai 1930 in Denny, Schottland; † 21. April 2010 in Bangor, Nordirland) war ein schottischer Fußballspieler und -trainer. Der zumeist auf der linken Seite auf der Position des Halbstürmers oder Außenläufers eingesetzte dreifache schottische Meister mit den Glasgow Rangers bestritt sieben Länderspiele für die „Bravehearts“ und nahm an der WM 1958 in Schweden teil.

## Sportlicher Werdegang

### Vereinslaufbahn
Baird begann 1949 seine Karriere im Erwachsenenbereich beim FC Clyde, mit dem er 1952 als Zweitligameister in die höchste schottische Spielklasse zurückkehrte und dort in den beiden folgenden Jahren einen sicheren Mittelfeldrang belegte. Wie bereits zahlreiche Talente zuvor, zog es ihn 1954 über die Grenze zum nordenglischen Klub Preston North End. „PNE“ hatte 12.000 Pfund für den Transfer gezahlt, aber nach nur einer Saison in der englischen First Division und lediglich 15 Ligaeinsätzen kehrte er für 10.000 Pfund zu den Glasgow Rangers nach Schottland zurück.
Im Derby gegen Celtic spielte sich Baird mit zwei Toren zum 4:0-Ligapokalsieg auf Anhieb in die Herzen der Rangers-Anhänger und gemeinsam mit Spielern wie Billy Simpson, Max Murray, Alex Scott und Johnny Hubbard, sowie Ian McColl, Harold Davis, Eric Caldow und Bobby Shearer errang das Team von Trainer Scot Symon in der zweiten Hälfte der 1950er-Jahre serienweise Erfolge. Baird gewann bereits in seiner ersten Saison bei den „Gers“ den schottischen Meistertitel und steuerte 14 Tore bei. Im darauf folgenden Jahr verteidigte er mit dem Team den Titel und blieb zwischendurch in 16 Partien hintereinander ungeschlagen. Er bestritt in der Saison 1956/57 die ersten Rangers-Europapokalpartien im Landesmeisterwettbewerb teil und scheiterte dort nach umkämpften drei Begegnungen bereits in Runde 1 am französischen Vertreter OGC Nizza. Zum Ende des Jahrzehnts gewann Baird 1959 seinen dritten schottischen Meistertitel und im Jahr darauf den Landespokal. Die Saison 1959/60 war die letzte in seiner Rangers-Zeit und gekrönt wurde diese mit dem Halbfinaleinzug im Landesmeisterpokal. Wenngleich hier nach den 1:6- und 3:6-Niederlagen gegen Eintracht Frankfurt Endstation war, hatte er doch zuvor im Viertelfinale beim 3:2 im Entscheidungsspiel gegen Sparta Rotterdam die wohl aufsehenerregendste Leistung seiner Karriere abgeliefert.
1960 wechselte er für 5.000 Pfund zu Hibernian Edinburgh und auch mit den „Hibs“ zog er in ein Europapokalhalbfinale ein. Im erstmals innerhalb nur einer Saison ausgetragenen Messepokal unterlag er dort dem AS Rom, aber auch hier war der „Glanzpunkt“ mit einem Sieg gegen das renommierte CF Barcelona bereits im Viertelfinale gesetzt worden. Baird blieb noch ein Jahr in der schottischen Hauptstadt, bevor es ihn 1962 zurück nach Glasgow zu Third Lanark zog. Hier ließ er seine Karriere ausklingen und wechselte 1963 ins Trainerfach. Für den Zweitligisten Stirling Albion stand er zunächst noch bis 1964 selbst auf dem Platz und stieg 1965 in die erste Liga auf. Drei Jahre stetiger Kampf um den Klassenerhalt endeten 1968 mit dem Abstieg und Bairds Abschied aus dem aktiven Fußballgeschäft.

### Schottische Nationalmannschaft
Baird wurde erstmals 1956 in die schottische Auswahl berufen. Bei seinem Debüt gegen Jugoslawien im heimischen Hampden Park (2:0) schoss er ein Tor und in der Qualifikation zur Weltmeisterschaft 1958 eroberte er sich sukzessive einen Stammplatz. In der Endrunde in Schweden selbst kam er jedoch in den ersten beiden Gruppenspielen gegen Jugoslawien (1:1) und Paraguay (2:3) nicht zum Zuge. Erst in der letzten Vorrundenpartie gegen Frankreich war er dabei, aber zu mehr als seinem Anschlusstreffer vom Strafraumeck zur letztlichen 1:2-Niederlage reichte es nicht. Das schottische Team schied aus dem Turnier aus und fand sich in der Heimat wegen einer angeblich schlechten körperlichen Verfassung heftiger Kritik ausgesetzt. Zu den zahlreichen schottischen Akteuren, die kein Länderspiel mehr bestreiten sollten, zählte auch Baird.

## Nach dem Fußball
Baird betrieb nach seiner Sportlerlaufbahn eine Gaststätte in der Küstenstadt Bo’ness. Die „Baird’s Bar“ war lange Jahre ein beliebter Treffpunkt für Anhänger der Glasgow Rangers. Seinen Ruhestand verbrachte er im nordirischen Bangor, wo er im April 2010 kurz vor seinem 80. Geburtstag verstarb.

## Erfolge
- Schottischer Meister: 1956, 1957, 1959
- Scottish FA Cup: 1960